# Black Mamba (canção)
"Black Mamba" é o single de estreia do girl group sul-coreano Aespa. Originalmente lançada como single independente em 17 de novembro de 2020 pela SM Entertainment, a canção foi posteriormente incluída no segundo extended play do grupo, Girls, lançado em 8 de julho de 2022. A canção foi escrita e composta por Yoo Young-jin, enquanto também composta por Omega, Ella Isaacson, Gabriela Geneva (NIIVA), Jordan Reyes, Shaun Lopez e Scott Chesak. Musicalmente, "Black Mamba" foi descrita como uma faixa pop, electropop e dance-pop com um sintetizador exclusivo e som e baixo EDM combinados com um gancho viciante. A letra é sobre um ser chamado "Black Mamba" que não apenas interfere na conexão das membros e avatares, mas também ameaça o mundo delas e, como tal, é odiado pelos membros.
Um videoclipe para a canção foi carregado no canal da SM Entertainment no YouTube simultaneamente com o lançamento do single. O videoclipe da canção alcançou o maior número de visualizações para um videoclipe de estreia de um grupo de K-pop, com 21,4 milhões de visualizações em 24 horas. Comercialmente, o single alcançou as paradas em cinco países, alcançando a posição 49 na Coreia do Sul e a 5ª posição na Billboard World Digital Songs dos EUA. Aespa promoveu a canção com apresentações ao vivo na televisão em vários programas musicais sul-coreanos, incluindo Show! Music Core, Music Bank e Inkigayo.

## Antecedentes e lançamento
Em 26 de outubro, a SM Entertainment anunciou que estaria estreando um novo grupo feminino, o primeiro desde Red Velvet em 2014 e o primeiro grupo de ídolos geral desde NCT em 2016. As integrantes foram reveladas individualmente de 27 a 30 de outubro (em ordem: Winter, Karina, Ningning e Giselle), bem como o nome Aespa, que foi criado combinando 'ae' que expressa 'Experiência do Avatar X' e 'aspecto' significando ambos os lados. O fundador da SM Entertainment, Lee Soo-man, explicou mais sobre o conceito de Aespa no Fórum Mundial da Indústria Cultural de 2020, que foi realizado online em 28 de outubro. Um trailer de vídeo com todas as quatro integrantes foi revelado em 2 de novembro. No mesmo dia, a agência anunciou que Aespa lançaria seu single de estreia "Black Mamba" no dia 17 de novembro. O teaser do videoclipe foi lançado em 15 de novembro, e a canção estreou oficialmente em 17 de novembro.

## Composição
"Black Mamba" foi escrita e composta por Omega, Ella Isaacson, Gabriela Geneva (NIIVA), Jordan Reyes, Shaun Lopez, Scott Chesak e Yoo Young-jin enquanto a produção foi feita por Lee Soo-man. A canção foi descrita como uma faixa electropop e dance-pop com um som de sintetizador exclusivo, um gancho pesado no baixo e uma ponte arrebatadora que destaca os talentosos vocais das garotas. A duração é de dois minutos e cinquenta e quatro segundos. Liricamente, a canção é sobre um ser chamado de "Black Mamba" que não apenas interfere na conexão das integrantes com seus avatares, mas também ameaça seu mundo. "Black Mamba" é a primeira canção a explicar a visão de mundo de Aespa.

## Desempenho comercial
A canção estreou na posição 117 na Gaon Digital Chart da Coreia do Sul com índice da Gaon de 4.439.664 na edição da parada datada de 15 a 21 de novembro de 2020, até atingir sua posição de pico no número 49, três semanas após seu lançamento. Também estreou nos números 36 e 116 na Download Chart e Streaming Chart, respectivamente. Na mesma semana, a canção estreou no quinto lugar na Billboard World Digital Songs dos EUA, dando à Aespa seu primeiro hit no top cinco na parada. Na parada Global 200, "Black Mamba" alcançou a posição 183, com 18,9 milhões de transmissões globais e 3.000 downloads globais vendidos. Em sua segunda semana, a canção subiu para o número 138. Na Nova Zelândia, a canção estreou no número 37 na parada RMNZ Hot Singles.

## Recepção crítica e reconhecimentos
| Críticas profissionais | Críticas profissionais |
| Avaliações da crítica  | Avaliações da crítica  |
| Fonte                  | Avaliação              |
| ---------------------- | ---------------------- |
| IZM                    | [ 21 ]                 |

Após seu lançamento inicial, "Black Mamba" foi recebida com críticas positivas dos críticos musicais. Apesar de ser a canção de estreia do grupo, "Black Mamba" apareceu em várias listas de fim de ano de publicações, sendo citada como um dos melhores lançamentos de K-pop em 2020. A revista Dazed classificou a música em 33º lugar em sua lista, elogiando que "habilmente criou o que parece ser uma nova história de mundo de fantasia". Hypebae escolheu a canção como uma de suas 'Melhores canções e vídeos musicais de K-pop de 2020', citando-a como "um tema futurista que reflete apropriadamente 2020". Além disso, a canção foi incluída no Paper de  'As 40 melhores canções de K-pop de 2020' no número 40, afirmando que "Black Mamba" é "uma fusão segura de pop e EDM com um gancho de baixo pesado e uma ponte arrebatadora". O BuzzFeed incluiu-o em sua lista de 35 canções que ajudaram a definir o K-Pop em 2020, na posição 34.
"Black Mamba" recebeu um prêmio de programa musical em 17 de janeiro de 2021, na transmissão do Inkigayo. No Gaon Chart Music Awards de 2021, a canção ganhou o prêmio de Novo Artista do Ano – Digital.

## Videoclipe
Quando o videoclipe foi carregado no canal da SM Entertainment no YouTube em 17 de novembro de 2020, ele se tornou o vídeo de estreia mais visto por um grupo de K-pop com 21,4 milhões de visualizações em 24 horas, batendo o recorde estabelecido por "Dalla Dalla" de Itzy em 2019. Após nove horas, o videoclipe atingiu 10 milhões de visualizações, tornando-se o videoclipe de estreia mais rápido a atingir 10 milhões de visualizações na história do K-pop. O vídeo de prática de dança foi carregado em 27 de novembro de 2020 e recebeu mais de 40 milhões de visualizações até novembro de 2023. Em 8 de janeiro de 2021, o videoclipe atingiu 100 milhões de visualizações, o que levou apenas 51 dias e 12 horas para ser alcançado, estabelecendo um novo recorde na história do K-pop como o videoclipe de estreia a ganhar 100 milhões de visualizações no menor período de tempo.

### Sinopse

Uma cena do videoclipe, onde Aespa é visto em uma realidade virtual colorida neon ladeada por um grupo de dançarinas de apoio.

No videoclipe de "Black Mamba", as integrantes de Aespa são vistas em uma realidade futurista e surrealista e encontram uma enorme cobra negra. Cenas fantásticas iluminadas por neon de coreografia intensa de cair o chão são intercaladas com momentos que destacam cada membro explorando esta nova realidade e se envolvendo com as membros æ, e sugerindo uma vilã conhecida como a mamba negra titular. Cada integrante se conecta com seu alter ego por meio de um misterioso aplicativo móvel chamado Synk. No final, uma figura humana distorcida emerge com pixels digitais defeituosos.

### Controvérsia de plágio
Antes do lançamento da canção, uma série de fotos teaser e conteúdo de vídeo relacionado promovendo o quarteto atraiu a atenção por aparentes semelhanças com o trabalho de vários artistas anteriormente compartilhados em plataformas de mídia social. Após o lançamento do videoclipe, os espectadores apontaram que várias cenas eram semelhantes ao videoclipe "Pop/Stars" do girl group virtual K/DA, lançado em 2018.
Em 22 de dezembro de 2020, a SM divulgou um comunicado informando que eles entraram em contato com o artista e a empresa relevantes que estão sendo mencionados em relação a algumas cenas no videoclipe para explicar sua intenção de planejamento e sobre o tema do mundo virtual do grupo. A SM afirmou ainda que o artista e a empresa contatados entenderam sua intenção e não têm objeções em relação a algumas cenas do videoclipe.

## Apresentações ao vivo
Em 19 de novembro de 2020, Aespa lançou um vídeo performático intitulado "The Debut Stage", onde o grupo apresenta "Black Mamba" em um palco decorado tanto física quanto digitalmente. O vídeo apresenta vários ângulos de câmera, bem como efeitos de imagens geradas por computador. Em 20 de novembro de 2020, o grupo fez a estreia de "Black Mamba" no Music Bank. Em 22 de novembro, Aespa apresentou a canção no Inkigayo. Em 24 de novembro, o grupo apresentou a canção no The Show.
Em 27 de novembro, a canção foi apresentada no Music Bank. O grupo apresentou a canção no Show! Music Core em 28 de novembro. Em 29 de novembro, Aespa apresentou "Black Mamba" no Inkigayo. Em 8 de dezembro, a canção foi apresentada no The Show. Em 11 de dezembro de 2020, o grupo apresentou "Black Mamba" no Music Bank. No dia 12 de dezembro, Aespa apresentou a canção no Show! Music Core. Durante o 2020 KBS Song Festival, realizado em 18 de dezembro de 2020, Aespa apresentou "Black Mamba".

## Lista de faixas
- Download digital / streaming[10]

1. "Black Mamba" – 2:54

## Créditos e pessoal
Créditos adaptados de Melon e Tidal.
- SM Entertainment Co.,Ltd. – produtor executivo
- Lee Soo-man – produtor
- Aespa – vocais
- Yoo Young-jin – supervisor de composição, música e som, direção, engenheiro de gravação, edição digital e engenharia para mixagem, engenheiro de mixagem e vocais de fundo
- Omega – composição
- Ella Isaacson – composição e vocais de fundo
- Gabriela Geneva (NIIVA) – composição e vocais de fundo
- Jordan Reyes –  composição
- Shaun Lopez – composição, intérprete fundamental e vocais de fundo
- Scott Chesak –  composição
- Jeon Hoon – engenheiro de masterização
- Kriz – vocais de fundo

### Localizações
Gravação
- SM BOOMINGSYSTEM

Mixagem
- SM BOOMINGSYSTEM

Masterização
- Sonic Korea

## Desempenho nas paradas musicais
| Parada musical (2020)                               | Melhor posição |
| --------------------------------------------------- | -------------- |
| Coreia do Sul (Gaon)                                | 49             |
| Coreia do Sul (K-pop Hot 100)                       | 21             |
| Estados Unidos (Billboard World Digital Song Sales) | 5              |
| Malásia (RIM)                                       | 14             |
| Global 200 (Billboard)                              | 138            |
| Nova Zelândia (RMNZ Hot Singles)                    | 37             |
| Singapura (RIAS)                                    | 13             |

| Parada musical (2020)         | Melhor posição |
| ----------------------------- | -------------- |
| Coreia do Sul (Gaon)          | 69             |
| Coreia do Sul (K-pop Hot 100) | 25             |

| Parada musical (2021) | Posição |
| --------------------- | ------- |
| Coreia do Sul (Gaon)  | 107     |

## Certificações
| Região                                                          | Certificação | Unidades certificadas/vendas |
| --------------------------------------------------------------- | ------------ | ---------------------------- |
| Japão (RIAJ)                                                    | Ouro         | 50,000,000†                  |
| † Números somente de streaming com base apenas na certificação. |              |                              |

## Histórico de lançamento
| Região | Data                   | Formato(s)                  | Gravadora(s)             | Ref.   |
| ------ | ---------------------- | --------------------------- | ------------------------ | ------ |
| Várias | 17 de novembro de 2020 | Download digital, streaming | SM Entertainment Dreamus | [ 10 ] |